# Цілинний (Краснокаменський район)
Ціли́нний (рос. Целинный) — селище у складі Краснокаменського району Забайкальського краю, Росія. Адміністративний центр Цілиннинського сільського поселення.

## Населення
Населення — 1548 осіб (2010; 1683 у 2002).
Національний склад (станом на 2002 рік):
- росіяни — 91 %